# Purussaurus mirandai
Purussaurus mirandai es una especie extinta de caimán gigante del género Purussaurus que vivió en Sudamérica hace 9 millones de años en el período Neógeno.

## Características
Purussaurus mirandai se caracterizaba por su gran tamaño, de 9 metros de largo, y su cráneo medía alrededor de un metro de longitud. Pertenece a la familia de los aligatóridos, solía vivir en las costas y ríos de Venezuela, en su entorno estaba en lo alto de la cadena alimenticia, este solía alimentarse de gaviales y tortugas marinas como Stupendemys, mamíferos terrestres y diferentes clases de caimanes gigantes. Según las investigaciones cazaba en las cuencas de ríos antiguos y raramente en el mar.

## Descubrimiento
Purussaurus mirandai fue descubierto en una expedición propuesta por la UCV para explorar las costas en el desierto de Urumaco, Estado Falcón, hoy en día estos fósiles se encuentran el la casa de cultura del municipio Urumaco.